# Synetic
Synetic (ehemals Synetic - The Funfactory) war bis zu seiner Auflösung am 6. Mai 2014 ein deutsches auf Rennspiele spezialisiertes Softwareentwicklungsunternehmen mit Sitz in Gütersloh. Nachfolgegesellschaft war die Vitrios GmbH.

## Firmengeschichte
Die Firma wurde 1996 von fünf ehemaligen Mitgliedern von Ascaron als ein Entwicklungsstudio von Computerspielen gegründet und spezialisierte sich auf Rennspiele. Dieses Team wurde später um drei Mitglieder erweitert. Der Name „Synetic“ wird von „Synergie“ abgeleitet (vgl. engl. „synergetic“ und „energetic“) und symbolisiert die große Bedeutung des Teamgeistes der Entwickler. Die erste Veröffentlichung erfolgte 1997 mit Have a N.I.C.E. day!. Zwischen 2006 und 2012 veröffentlichte der Entwickler über Playtainment sowie später über den deutschen Publisher dtp entertainment sechs Spiele zur Fernsehserie Alarm für Cobra 11. Zum 1. April 2014 zog sich das Team vollständig aus der Computerspiel-Branche zurück, um sich zukünftig ausschließlich industriellen Anwendungen zu widmen. Der Beiname „The Funfactory“ wurde ebenfalls aufgegeben.
Am 5. bzw. 6. Mai 2014 wurden die beiden zu Synetic gehörenden Gesellschaften, SYNETIC Verwaltungsgesellschaft mbH und SYNETIC GmbH & Co. KG, aufgelöst und in die Liquidation überführt. 
Alle Projekte und Patente von Synetic gingen an die Nachfolgergesellschaft Vitrios GmbH über, welche seit Juni 2023 ebenfalls nicht mehr existiert.

## Entwickelte Spiele
- 1997: Have a N.I.C.E. day!
- 1998: N.I.C.E. 2
- 2000: Mercedes-Benz Truck Racing
- 2003: World Racing
- 2005: World Racing 2
- 2006: Alarm für Cobra 11: Nitro
- 2007: Alarm für Cobra 11: Crash Time
- 2008: Alarm für Cobra 11: Burning Wheels
- 2009: Ferrari Virtual Race
- 2009: Alarm für Cobra 11: Highway Nights
- 2010: Alarm für Cobra 11: Das Syndikat
- 2012: Alarm für Cobra 11: Undercover
- 2013: Sunny Hillride